# Oratorio di San Mercurio
L'oratorio di San Mercurio è un luogo di culto cattolico situato nel centro storico di Palermo ove si trovano molti oratori sorti tra la fine del Cinquecento e il secolo successivo. È ubicato nel mandamento Palazzo Reale o Albergaria nei pressi della chiesa di San Giovanni degli Eremiti. Dal 2013 l'Oratorio di San Mercurio è gestito dall'Associazione Culturale "Amici dei Musei Siciliani" presieduta da Bernardo Tortorici di Raffadali.
L'oratorio, secondo Donald Garstang, è la prima importante commissione di un Giacomo Serpotta poco più che ventiduenne; il putto tipico di Giacomo qui è nella sua fase primordiale con testa grossa, capelli soffici e ricciuti, arti paffuti e addome pronunciato.
Nell'oratorio di San Mercurio si nota la commissione in più anni secondo le disponibilità economiche della Compagnia della Madonna del Deserto; esso comunque rappresenta il summa dell'operato, nell'arco di 100 anni e a cavallo tra due secoli, della bottega Serpotta (Giacomo, il fratello Giuseppe, il figlio Procopio e il genero di quest'ultimo Gaspare Firriolo).
La denominazione di oratorio, nei documenti d'epoca, fa riferimento alla sede architettonica ed istituzionale di compagnie, confraternite e congregazioni, le quali erano associazioni di laici attendenti ad esercizi spirituali ed obbedienti ad un regolamento che disciplinava i rapporti con la Chiesa in materia di culto.

## Storia

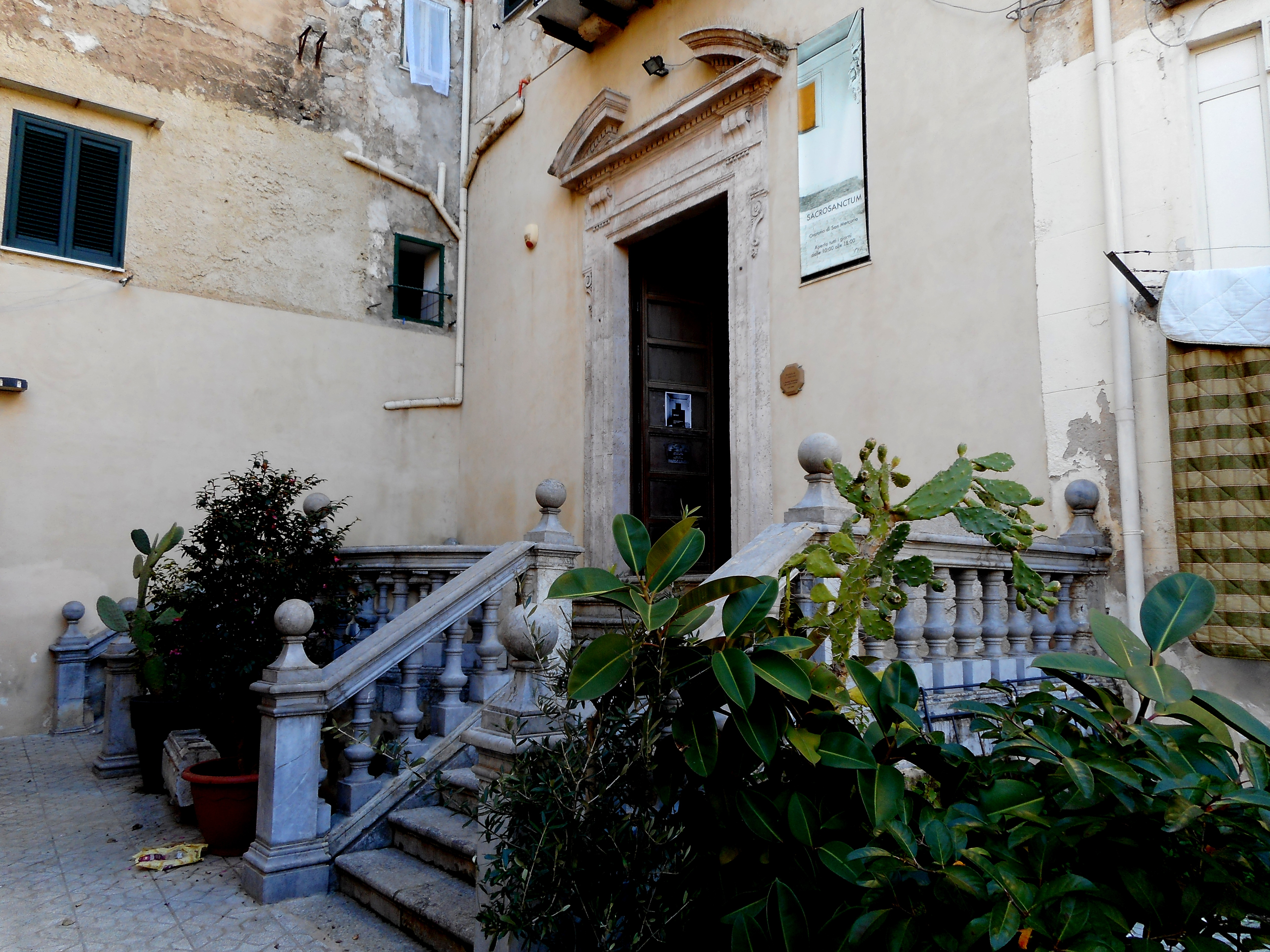
Scalone d'ingresso

1553 - Il viceré Giovanni de Vega, secondo una leggenda, affacciatosi dal Palazzo Reale è attirato da un inusuale bagliore, individua un luogo ove qualche giorno dopo viene rinvenuta l'immagine della Vergine dipinta su una roccia. L'immagine è ribattezzata Madonna del Deserto.
1557 - È costruito il primitivo Oratorio di San Mercurio con la Cappella della Madonna del Deserto nel luogo del ritrovamento dell'immagine mariana (qui conservata). Nello stesso luogo è attestata un'antica chiesetta ipogea di epoca paleocristiana dedicata a San Mercurio che sostituì l'antro di epoca romana dedicato al dio Hermes, protettore della salute.
1572 - Un gruppo di fedeli fonda la Compagnia della Madonna del Deserto e della Madonna della Consolazione ed ottiene la concessione dell'Oratorio. Lo statuto della Compagnia pone come missione l'assistenza agli infermi moribondi del vicino ospedale di Palazzo Sclafani.
1640 - Nel luogo di fronte al primo oratorio, la Compagnia comincia la costruzione di un altro oratorio.
1670 - L'altare del nuovo oratorio è decorato da Giovan Battista Firrera ed include stucchi, colonne tortili e decorazioni dell'arco trionfale. Il tutto sarà perduto nel XVIII secolo.
1678 - L'interno del nuovo Oratorio di San Mercurio è commissionato ad Antonio Pisano e successivamente, a causa della morte improvvisa dell'artista, a Giacomo Serpotta e al fratello Giuseppe Serpotta i quali terminano il lavoro nel 1682.
1686 - Giuseppe Serpotta stucca l'antioratorio.
1700 ca - All'interno dell'oratorio sono inserite le sedute sopra 52 mensole, 26 per parete.
1719 - È realizzato lo scalone esterno in marmo di Billiemi.
1720 - Procopio Serpotta, figlio di Giacomo Serpotta, realizza la controfacciata.
1851 - Il primitivo oratorio risulta impraticabile a causa di un'alluvione del fiume Kemonia.

## Descrizione

### Antioratorio
Il pavimento, risalente al 1717, è stato realizzato in maioliche da Lorenzo Gulotta (o Maurizio Vagolotta).
Sulla volta troviamo un affresco di autore ignoto rappresentante Cristo che visita in carcere San Mercurio.
Le acquesantiere e i due portali di accesso all'oratorio sono decorati con figure zoomorfe, figure mostruose, mascheroni e vari elementi ornamentali da Giuseppe Serpotta; in particolare troviamo coppie di putti che sorreggono un elmo il cui piumaggio sembra una chioma, scudo con draghetto con la corona della Vergine della Consolazione, coppie di figure virili coronati d'edera i cui arti terminano in strutture vegetali e cherubini con teste alate.

### Aula dell'oratorio

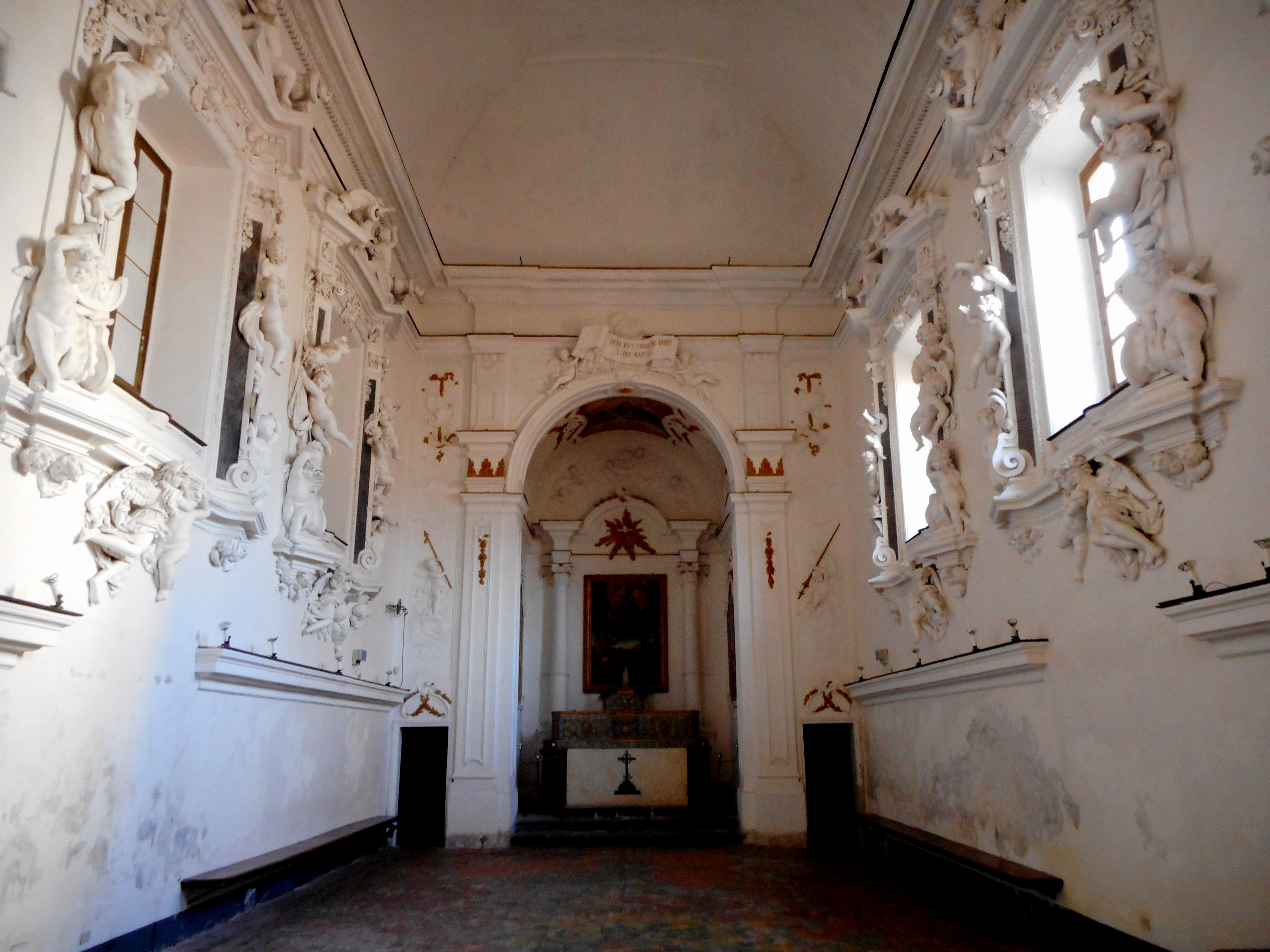
Aula dell'oratorio.

Il pavimento, risalente al 1714, è stato realizzato in maioliche da Lorenzo Gulotta (o Maurizio Vagolotta) e da Sebastiano Gurrello.
Sulla volta dell'aula troviamo un affresco di autore ignoto che rappresenta Il sogno di San Mercurio.
Le decorazioni dell'arco trionfale e delle pareti attigue sono state realizzate da Gaspare Firriolo, genero di Procopio Serpotta e raffigurano festoni che intrecciano Palme del martirio, lance, altre armi ed ulteriori emblemi di San Mercurio.
Al centro dell'arco vi è un cartiglio con inciso in latino ''di lui è la cura per voi'', frase di protezione da parte del Santo che allude anche alla missione principale della Compagnia della Madonna della Consolazione.
La controfacciata, realizzata nel 1720 da Procopio Serpotta, mostra un organo dipinto con attorno angeli musici (che suonano un violoncello e un cembalo) e putti cantori con spartiti.
La cantoria in ferro battuto sovrasta un cartiglio, con inciso l'appello di unità che San Paolo rivolge ai cristiani di Efeso, e una nicchia che ospita lo scranno dei superiori della Compagnia.

### Pareti
Le due pareti laterali contengono ciascuna sei finestre; le tre di sinistra sono realizzate a trompe-l'œil in quanto in corrispondenza vi è un edificio.
Le decorazioni in stucco di Giacomo e Giuseppe Serpotta delle pareti si concentrano intorno alle sei finestre, anche se le decorazioni delle due finestre più vicine al presbiterio (terza di destra e terza di sinistra) erano appena state cominciate da Antonio Pisano.
Intorno a ciascuna finestra putti in senso ascensionale trasportano scudi ed elmi, mentre al di sotto è raffigurata la scena centrale di un angelo e un putto.
Prima finestra di destra: mostra un puttino impaurito aggrappato ad un angelo che scaccia i pericoli.
Seconda finestra di destra: mostra un puttino impaurito sostenuto da un angelo che preserva dal male.
Terza finestra di destra: mostra un puttino che rischia di cadere mentre un angelo lo salva legandolo con la propria veste e rischiando lui stesso di precipitare.
Prima finestra di sinistra: mostra un angelo che stimola al bene nell'azione di spingere un puttino indeciso. Ai lati due puttini in posizione particolare tentano di baciarsi, in riferimento alla frase contenuta nella Bibbia, Salmo 85, 11 Giustizia e Pace si baceranno.
Seconda finestra di sinistra: mostra un angelo e un puttino che indicano il cielo e richiamano a guardare in alto. Un cartiglio riporta la data 1678, scoperta da Donald Garstang.
Terza finestra di sinistra: mostra un angelo che rassicura un puttino; entrambi convergono legati da una veste.

### Presbiterio
Nella parete destra è rappresentato San Mercurio che uccide Giuliano, nella parete sinistra La decapitazione di San Mercurio e sulla volta La Gloria di San Mercurio, affreschi di autore ignoto.
Sull'altare vi è posta una tela del XVII secolo che raffigura L'apparizione della Vergine col Bambino a San Mercurio di autore ignoto.
Sopra la tela vi sono rappresentati in stucco una Colomba dello Spirito Santo che emana raggi di luce e di grazia e putti che sorreggono il serto per glorificare San Mercurio.